# Chaucalla
Chaucalla es un pequeño pueblo perteneciente al distrito de Toro, provincia de La Unión, departamento de Arequipa, Perú. 

## El nombre
El nombre de Chaucalla proviene de un vocablo que, según Julio C. Tello, significa pueblo enterrado o pueblo bajo tierra; puede ser debido a que por la zona existen tumbas preincas al estilo necrópolis, o tal vez porque el valle es tan profundo que pareciera estar bajo tierra.

## Historia
Históricamente, el lugar que ocupa ha sido habitado por varias generaciones que vienen desde la época del incanato. De entre ellos destacan el Ayllu de los Chilpacas, que han dejado los restos arqueológicos de Chilpacas; el ayllu de los Purun Chaucalla, el ayllu de Sotapunko, etc. En la colonia fue un pueblo principalmente productor de uvas y extractor de camarones que eran consumidos por los mineros de la zona. Hoy aún quedan antiguas construcciones como su capilla que cuenta con un campanario donde destacan un par de viejas campanas que datan del siglo XIX.

## Situación geográfica
La ubicación geográfica de Chaucalla es muy singular pues este pequeño poblado se asienta en el trapecio formado por tres vertientes que se unen creando el gran río Ocoña, el cual desemboca en el Océano Pacífico. Esas vertientes son: el río Marán, que viene del departamento de Ayacucho, el río Cotahuasi que viene de las alturas de Cotahuasi y el río Arma o Chichas que viene de las alturas de Chuquibamba. Chaucalla, pese a estar muy adentrado en la Cordillera de los Andes es un valle muy profundo y con una altura de 950 m.s.n.m. Allí se encuentra también la salida del fabuloso Cañón de Cotahuasi, el más profundo del Perú y uno de los más profundos del mundo.
Por la rudeza de su geografía, Chaucalla es un lugar difícil de llegar, la ruta más común es ir desde las playas arequipeñas de Ocoña, río arriba, durante cinco horas de viaje en carro hasta el pueblo de Iquipí; luego un par de horas más hasta el poblado La Barrera. Desde allí no hay movilidad, aunque sí camino carrozable, por lo cual se debe caminar unos 40 kilómetros (ocho horas) hasta llegar a Chaucalla. Otra forma de llegar es yendo primero de la ciudad de Cotahuasi, capital de la provincia de La Unión, luego dirigirse al distrito de Toro y de allí bajar hacia Chaucalla por un sendero muy empinado, tardando casi dos días a pie.

## Población
La población es de apenas una docena de familias que viven en el pequeño y antiguo centro poblado conformado por un par de calles y una plaza llenas de arena. Las casas son simples, de adobe y cañas, pues el clima tan benigno no permite ni lluvias torrenciales, tampoco temperaturas demasiado bajas. 
La gente de Chaucalla es mestiza, con apellidos de los más variados entre los que podemos encontrar: Rodríquez, Quispe, Ninacóndor, Ataucuri, Sandoval, García, Tejeda, Villagómez, Sullayme, Cáceres, Motta, Cornejo, etc. 

## Clima
Su clima es cálido todo el año y rara vez llueve. 

## Recursos

### Producción agropecuaria
Este valle interandino se caracteriza por sus productos de pan llevar y frutas, principalmEente viñas, tan buenas y famosas en toda la zona. De allí se obtienen vinos rústicos muy deliciosos que, posiblemente, desciendan de las vides más antiguas del sur peruano. Ello lo confirma el mismo Inca Garcilaso de la Vega cuando menciona en sus Comentarios Reales al valle de Achanguillo, vecino de Chaucalla y ubicado aguas arriba del río Chichas, como el primer lugar de donde cosecharon uvas para Cuzco, en el siglo XVI. Otro de sus atractivos es la abundancia de camarones, grandes y sabrosos que son llevados a Camaná, de donde parten a Lima embalados como "camarones camanejos".

### Minería
Por otro lado, en los alrededores de Chaucalla existen vetas de oro, por lo cual no es extraño encontrar antiguas minas ya cerradas y otras en explotación. Existe una leyenda colonial sobre la existencia por estas zonas de una mina de oro de 23 kilates llamada San Antonio de Montesclaros, que según la tradición, desapareció al derrumbarse su boca.

### Hidroelectricidad
En los últimos años se ha estado haciendo exploraciones dentro del trapecio que conforma la unión de los ríos Marán y Cotahuasi, y luego Chichas, para construir una represa que producirá electricidad. Por lo cual, de llevarse a cabo el proyecto, gran parte de este valle de Chaucalla desaparecerá.

## Arqueología
En referencia a sus restos arqueológicos, existe en la hacienda Pujlle un complejo de tambos incaicos, en el cual destaca una gran construcción llamada "Soktapunko" de unos 50 de largo por 12 de ancho y más de tres metros de alto; al pie de éste gigantesco tambo existen otros pequeños depósitos a manera de cuartos con pasadizos. Asimismo, en la parte baja de la zona que se conoce como Chilpacay está ubicado lo que los lugareños llaman "Pueblo antiguo", una construcción de casas y calles de piedra trazadas perfectamente, con una plazuela circular desde donde se aprecia una especie de templo. 

## Cultura
En Lima, existe una institución que representa a sus hijos y descendientes radicados en la capital peruana: Centro Representativo del Valle de Chaucalla, que ya tiene más de medio siglo de fundado y en su local institucional se celebra todos los años la Fiesta Patronal del Espíritu Santo, motivo por el cual se reúnen la mayoría de chaucallinos, sus hijos y nietos que de esta manera mantienen su identidad.
- Datos: Q5765259